# جووانی جانفرییا
جووانی چانفرییا (ایتالیایی: Giovanni Cianfriglia؛ ۵ آوریل ۱۹۳۵ – ۳۰ اکتبر ۲۰۲۴) بازیگر اهل ایتالیا بود.

## فیلم‌شناسی
- ۲۰۱۹، پس از سقوط نیویورک
- فردها و زوج‌ها
- مواظب باش، ما عصبانی هستیم
- به من میگن بولدوزر
- ترس بر فراز شهر
- پاگنده در مصر
- کلانتر و بچه فضایی
- پاگنده در آفریقا
- حتی فرشتگان هم لوبیا می‌خورند
- بادی به غرب می‌رود
- اسب تروآ
- بمب‌افکن
- برده
- همه چیز برای من اتفاق می‌افتد
- هرج و مرج بزرگ
- پلیس قاتل
- زندگی گاهی سخته، درسته پراویدنس؟
- تا آخرین قطره خون